# Channel A
Channel A (hangeul: 채널A) est une chaîne de télévision par câble sud-coréenne appartenant à Dong-a Media Group.